# Nordarnøya
Nordarnøya est une localité du comté de Nordland, en Norvège.

## Géographie
Administrativement, Nordarnøya fait partie de la kommune de Gildeskål.